# Омер Калеши
Омер Ахмед Калеши (на македонска литературна норма: Омер Ахмед Калеши; на албански: Omer Kaleshi) е френски художник с произход от Северна Македония.

## Биография
Роден е в 1932 година в кичевското албанско село Сърбица, тогава в Кралство Югославия. Братле на ориенталиста Хасан Калеши. Завършва основно образование в родното си село, а след това техническо училище в Скопие. В 1956 година емиграра в Турция и в 1959 година започва да учи в Художествената академия в Истанбул. След завършването си в 1965 година се мести в Париж, Франция.
Централен мотив за Калеши е човешката глава. Автор е на самостоятелни изложби в Париж, Истанбул, Анкара, Белград, Скопие, Прищина.
Умира на 17 април 2022 година. Името му носи улица в Скопие.